# Zoltán Bedecs

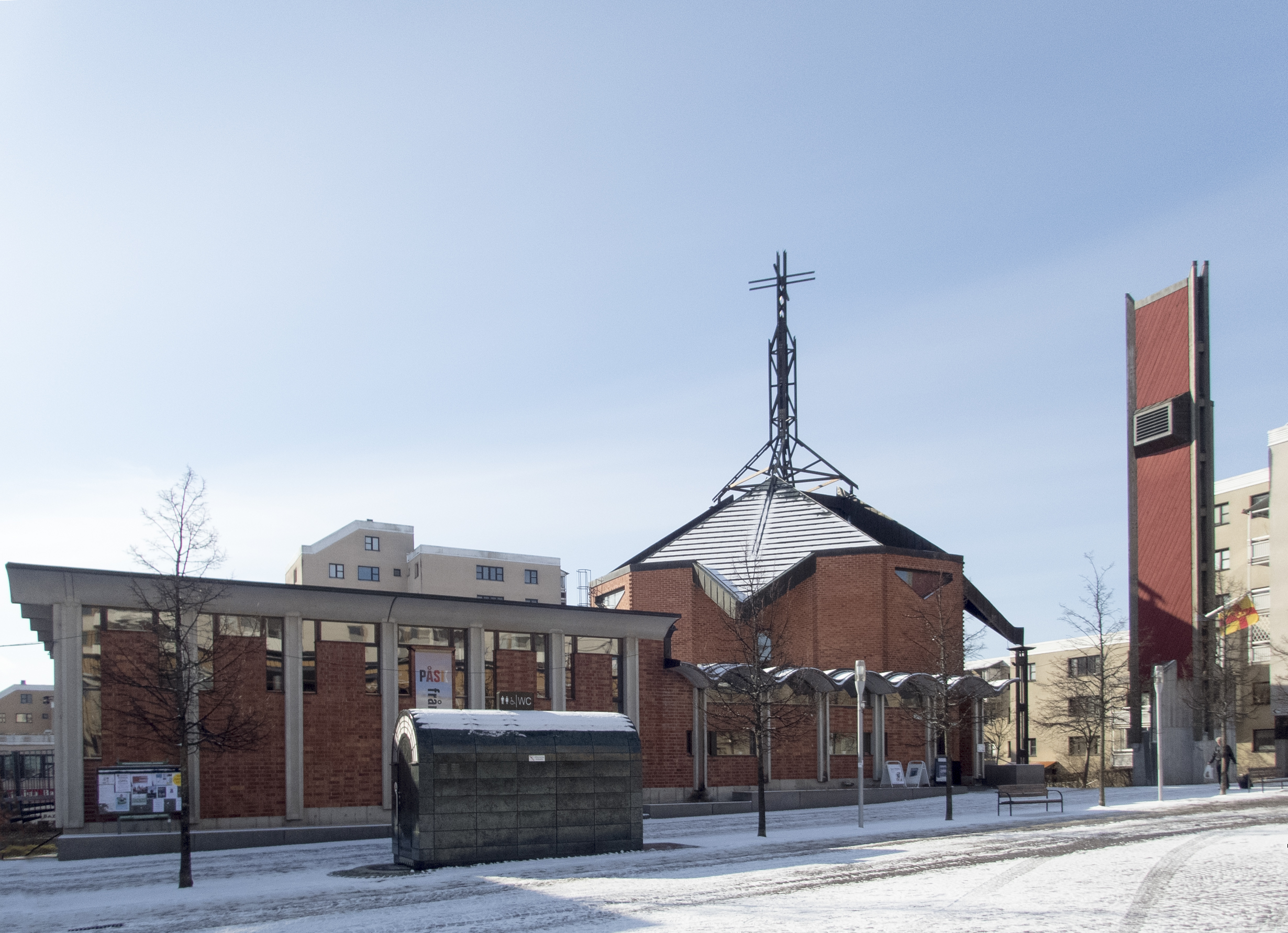
Kista kyrka.

Zoltán Bedecs, född 25 maj 1932 i Bratislava, dåvarande Tjeckoslovakien, död 1 januari 2005 i Saltsjö-Boo, utanför Stockholm, var en arkitekt, verksam i Sverige.

## Utbildning och verksamhet
Zoltán Bedecs tog examen vid KIH i Budapest 1955. Han anställdes hos Börje Wehlin i Stockholm 1957. Han var anställd hos Ervin Pütsep under 1960-talets första hälft och senare hos Folke Löfström. Bedecs startade arkitektkontoret Ateljé 12, tillsammans med Heikki Niilend och Olle Liljeström 1970. Han bedrev egen arkitektverksamhet, BDX Arkitektkontor AB i Stockholm från 1975. 
Under sin tid hos Börje Wehlin vann han första pris i arkitekttävlingen om Tumba centrum. Bedecs deltog i ett flertal konstutställningar, bland annat på Liljevalchs vårsalong och på Kulturhuset i Stockholm.

## Verk i urval
- Matsalen vid Östra klinikerna i Jönköping (hos Folke Löfström)
- Boo annexsjukhus (hos Folke Löfström)
- Täby annexsjukhus (hos Folke Löfström)
- Dispositionsplan för en vård-, behandlings- och mottagningsbyggnad på Karolinska Universitetssjukhuset (med Ateljé 12)
- Kista kyrka och klockstapel (BDX Arkitektkontor AB)
- Skulpturen Kampanilen vid Drottningberget på Ladugårdsgärdet i Stockholm (i slutet av 1960-talet).